# Gunung Tokapui
Gunung Tokapui är en kulle i Indonesien.   Den ligger i provinsen Aceh, i den västra delen av landet, 1 700 km nordväst om huvudstaden Jakarta. Toppen på Gunung Tokapui är 78 meter över havet.
Terrängen runt Gunung Tokapui är platt åt sydväst, men åt nordost är den kuperad. Runt Gunung Tokapui är det mycket glesbefolkat, med 3 invånare per kvadratkilometer. I omgivningarna runt Gunung Tokapui växer i huvudsak städsegrön lövskog.